# François Harlay de Champvallon

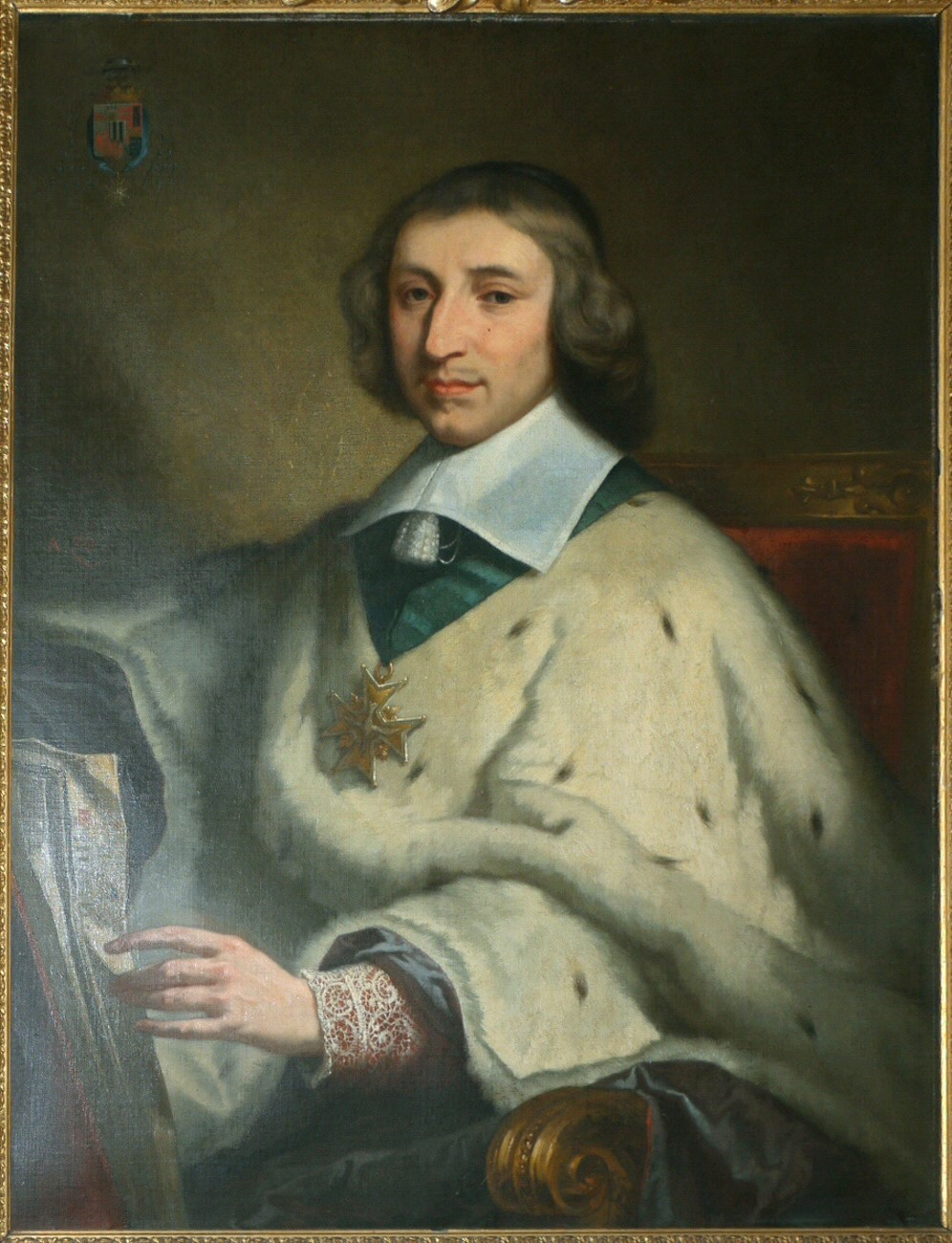
Aartsbisschop François de Harlay de Champvallon, hertog van Saint-Cloud en pair van Frankrijk. Hij draagt het ereteken van de Orde van de Heilige Geest

Wapenschild

François de Harlay de Champvallon of François III de Harlay (Parijs, 14 augustus 1625 – Charenton-le-Pont, 6 augustus 1695) was aartsbisschop achtereenvolgens van Rouen en van Parijs. Hij was de eerste hertog van Saint-Cloud en volgde trouw de Zonnekoning in diens kerkenpolitiek van gallicanisme.

## Levensloop
Harlay groeide op in Parijs. Hij studeerde de Artes (of talen) in het Collège de Navarre. Vervolgens studeerde hij tot doctor in de theologie, aan de Sorbonne in Parijs.

### Aartsbisschop van Rouen
In 1648 riep zijn oom, François II de Harlay, hem naar Rouen, zijn aartsbisdom. De oom gaf aan zijn neef de titel van abt van Jumièges, met bijhorende prebenden. Harlay werkte zich in in de clerus van Normandië met het oog op de opvolging van zijn oom. In 1651 stierf zijn oom. Harlay werd aartsbisschop van Rouen en bleef dit gedurende 20 jaar (1651-1671). In deze functie was hij tevens primaat van Normandië. In 1668 leefde hij opgesloten in zijn paleis in Rouen, omdat de stad geteisterd werd door een epidemie.

### Aartsbisschop van Parijs
In 1671 werd Harlay aartsbisschop van Parijs. Dit ambt vervulde hij 24 jaren (1671-1695), tot zijn dood. Hij werd lid van de Académie française (1671). Tevens werd hij bestuurder van het college van Navarra en van de Sorbonne.
Hij zegende het geheime huwelijk in tussen koning Lodewijk XIV, de Zonnekoning en Madame de Maintenon. Zelf ging Harlay relaties aan met talrijke dames in Parijs.
Harlay volgde de Zonnekoning getrouw in zijn kerkenpolitiek. Deze politiek was antiprotestants, antijansenistisch en gallicaans, wat wil zeggen tegen het centraal pauselijk gezag. Hij hielp mee het Edict van Nantes te herroepen, zodat er geen religieuze tolerantie meer bestond in Frankrijk; dit was het Edict van Fontainebleau. Hij stuurde missionarissen naar gebieden met vele hugenoten, om het katholicisme op te leggen. Honderden families van hugenoten vluchtten weg uit Frankrijk. Harlay liet verder jansenisten arresteren in Port-Royal. Hij bestreed paus Innocentius XI waar hij kon. Harlay schreef mee aan de vier gallicaanse artikelen, de basis van het gallicanisme. Hij riep kardinaal Mazarin uit ballingschap terug, maar steunde tegelijkertijd kardinaal de Retz, diens aartsvijand. Harlay geraakte in conflict met andere bisschoppen in Frankrijk, met name met diegenen die trouw aan de paus bleven. Op een zeker moment waren 30 bisdommen in Frankrijk vacant omdat Harlay en de paus ruzieden over de benoemingen. Ook met Bossuet, nochtans een medestander van het gallicanisme, geraakte hij in conflict.
Hij werkte Fransen met ideeën van Verlichting tegen. Zo ageerde hij tegen François Fénelon, aartsbisschop van Kamerijk en weigerde hij Voltaire kerkelijk te laten begraven.
Van koning Lodewijk XIV ontving hij talrijke eerbewijzen, onder meer het ridderschap in de Orde van de Heilige Geest. Het hoogtepunt was de hoogste adeltitel die Lodewijk XIV voor Harlay creëerde: pair van Frankrijk omwille van het nieuw opgerichte hertogdom Saint-Cloud, als territorium van de aartsbisschoppen van Parijs. Fénelon sloeg terug en beschreef Harlay als een prelaat "vol corruptie, schandalen (met vrouwen), giftigheid en intriges".
In 1695 overleed Harlay op raadselachtige wijze op zijn eentje in het kasteel van Conflans, vandaag Charenton-le-Pont. Dit kasteel had hij gekocht van een edelman, Armand-Jean de Vignerot du Plessis. Mogelijks stierf Harlay aan een beroerte. Aartsbisschop-hertog de Harlay kreeg een praalgraf in de Notre-Dame van Parijs.
- Biblioteca Nacional de España: XX1484062
- Bibliothèque nationale de France: cb12352993s (data)
- Biografisch Portaal: 13807782
- Gemeinsame Normdatei: 139407855
- International Standard Name Identifier: 0000 0000 7141 3567
- Library of Congress Control Number: n85310555
- Nederlandse Thesaurus van Auteursnamen: 08614233X
- SNAC: w6vb1h0m
- Système universitaire de documentation: 032514727
- Virtual International Authority File: 76392319
- WorldCat: E39PBJh8Pt9tTKgjRvYHJGHcT3